# Banyanglu
Banyanglu (kinesiska: 般阳路, 般阳路街道) är en socken i Kina. Den ligger i provinsen Shandong, i den östra delen av landet, omkring 86 kilometer öster om provinshuvudstaden Jinan. Antalet invånare är 60 348. Befolkningen består av 30 578 kvinnor och 29 770 män. Barn under 15 år utgör 14,0 %, vuxna 15-64 år 79 %, och äldre över 65 år 6,0 %.
Genomsnittlig årsnederbörd är 769 millimeter. Den regnigaste månaden är juli, med i genomsnitt 284 mm nederbörd, och den torraste är januari, med 7 mm nederbörd.